# Neider dos Santos
Neider Colmerauer dos Santos, mais conhecido como Neider dos Santos (Rio de Janeiro, 22 de fevereiro de 1965), é um treinador de futebol brasileiro. Atualmente está sem clube.

## Carreira
Formado em educação física pela UERJ, Neider dos Santos chegou a jogar pelo time da Universidade, na posição de centroavante. Foi artilheiro do Campeonato Universitário 4 vezes (1987, 1988, 1989 e 1990) e atuou ainda pela Seleção Carioca. Porém, decidiu não seguir carreira profissional, virando técnico aos 23 anos, no time Sub-20 do Projeto Futebol Esperança.
Após trabalhar nas comissões técnicas de Ceres, Vasco da Gama (observador técnico), Mesquita (auxiliar no time de juniores), Barra da Tijuca FC (foi assistente na equipe adulta, comandada por  Márcio Máximo, com quem chegou a trabalhar no Vasco) e Botafogo, teve sua primeira experiência fora do Brasil em 1995, como auxiliar no Al-Ahli de Doha (Qatar). A estreia como técnico profissional foi na temporada 1997-98, comandando o Al-Nasr Salalah (Omã), sendo campeão nacional em sua única temporada pela equipe.
Depois de trabalhar num projeto de intercâmbio entre Brasil e Alemanha, estando vinculado ao Union Berlin, Neider foi para as Ilhas Cayman para treinar a seleção local - a Federação de Futebol do território fez um projeto que visava a classificação para a Copa de 2002, mas que foi barrada pela FIFA. Durante o período, teve ainda uma curta passagem pelo Bodden Town, em 2000.
Em 2002, foi convidado para trabalhar como diretor-técnico da Federação de Futebol da Guiana, acumulando ainda os cargos de técnico dos times Sub-17, Sub-20 e principal.
Neider exerceu ainda a função de técnico em clubes de Tanzânia (Simba e Azam), Jamaica (Village United e Montego Bay United), além da Seleção das Bahamas.
Ele teve também uma passagem como técnico do Saint George (Etiópia), sendo campeão nacional - foi o segundo título de sua carreira profissional como treinador.